# کوین لینچ
کوین اندرو لینچ (به انگلیسی: Kevin Andrew Lynch)، (زاده ۱۹۱۸ شیکاگو، ایلی‌نوی - درگذشته ۱۹۸۴ مارتا وینیارد، ماساچوست)، یک شهرساز و نویسنده آمریکایی بود.
از جمله کتاب‌های تأثیرگذار وی سیمای شهر و تئوری شکل خوب شهر هستند. کتاب سیمای شهر در دوره ای به چاپ رسید که دیگر نظریه‌های شهری مدرنیستی حرفی برای گفتن نداشتند. این کتاب در واقع تقابلی بود با نظریات شهری که در کنگره سیام بیان شده بودند. این کتاب توسط منوچهر مزینی به فارسی بازگردانده شده‌است.

## سیمای شهر و عوامل سازنده آن
هر شهر دارای چندین تصویر کلی است که هر فردی بخواهد در محیط خود با موفقیت کار و زندگی کند، وجود چنین تصاویر کلی لازم است. سیمای شهر را، بر مبنای عوامل جسمی شهر، می‌توان بر اساس ۵ عامل استوار دانست این عوامل به ترتیب اهمیت در تصویر و سیمای شهر عبارتند از:
- راه : مهم‌ترین عنصر سیمای یک شهر راه است. راه عاملی است که با استفاده از آن، حرکت بالفعل یا بالقوه میسر می‌گردد. راه شامل خیابان، پیاده‌رو، تراموا، راه‌آهن و… است. در امتداد «راه‌ها» ست که عوامل محیط‌های گوناگون قرار می‌گیرند و با یکدیگر بستگی و ارتباط می‌یابند.
- لبه: مانند راه عامل خطی است (اما نه همیشه) که به دیده ناظر با راه متفاوت است. لبه عبارت است از مرز بین دو قسمت-شکافی در امتداد طول و بین دو قسمت پیوسته شهر- بریدگی که خطوط راه‌آهن در شهر به وجود می‌آورند. تا حدی می‌توان در لبه‌ها نفوذ کرد.
- محله: قسمت نسبتاً بزرگی از شهر است که واجد خصوصیات یک دسته و مشابه باشد و ناظر عملاً بتواند به آن وارد شود. مناظر یک محله را می‌توان همیشه از درون آن شناخت و گاه نیز ممکن است وقتی ناظر از کنار آن می‌گذرد یا به جانب آن می‌رود، از بیرون به شناسایی آید.
- گره: نقاطی حساس در شهر هستند که ناظر می‌تواند در آن‌ها وارد شود و کانون‌هایی هستند که مبدأ و مقصد حرکت او را به وجود می‌آورند. گره ممکن است هم در محل تقاطع خیابان‌ها و جاده‌ها تشکیل شوند و هم در جائی که تمرکز فعالیت‌ها و پاره ای خصوصیات صورت پذیرفته‌است.
- نشانه: عواملی هستند در تشخیص قسمت‌های مختلف شهر با این تفاوت که ناظر به درون آن‌ها راه نمی‌یابد. اشیائی هستند که ظاهری مشخص دارند مانند ساختمانها، علائم، فروشگاه‌ها یا حتی کوه. از خصوصیات مشخصه «نشانه» منحصر به فرد بودن آن است. تفاوت نماد و نشانه در این است که نشانه یک مفهوم عینی است، ولی نماد لزوماً عینی نیست و می‌تواند ذهنی باشد. نماد می‌تواند نشانه باشد ولی عکس آن صدق نمی‌کند زیرا بسیاری از نمادها، ذهنی اند.[۱]